# Chaim Hammermann
Chaim Mendel Hammermann – c. k. urzędnik sądowy.

## Życiorys
Był narodowości żydowskiej i wyznania mojżeszowego. W okresie zaboru austriackiego w ramach autonomii galicyjskiej wstąpił do służby urzędniczej wymiaru sprawiedliwości Austro-Węgier. Pracował jako kancelista dla ksiąg gruntowych: od ok. 1889 w C. K. Sądzie Powiatowym w Boryni, następnie w latach 1892–1897 w C. K. Sądzie Powiatowym w Komarnie. Od 1897 pracował jako oficjał w C. K. Sądzie Powiatowym w Brodach (od ok. 1899 w X klasie rangi). Jako oficjał kancelaryjny na początku grudnia 1906 został przeniesiony z Brodów do Sanoka, gdzie od tego czasu sprawował stanowisko prowadzącego księgi gruntowe w kancelarii sądowej w tamtejszym C. K. Sądzie Obwodowym, w tym podczas I wojny światowej do 1918. Był współpracownikiem czasopisma „Reforma Sądowa” w zakresie sprostowania ksiąg gruntowych.
Był także określany jako Max Hammermann”. Zamieszkiwał pod adresem ul. Jana III Sobieskiego 170. Miał synów Henryka (ur. 1888, zm. ok. 1913-1918), Samuela (ur. 1897), Aleksandra (ur. 1901 w Brodach), córkę Sarę (ur. 1899).

## Ordery i odznaczenia
- Krzyż Wojenny za Zasługi Cywilne III klasy (Austro-Węgry, 23 kwietnia 1917)[11][12]
- Brązowy Medal Jubileuszowy Pamiątkowy dla Sił Zbrojnych i Żandarmerii (Austro-Węgry, przed 1912)[8][11]
- Medal Jubileuszowy Pamiątkowy dla Cywilnych Funkcjonariuszów Państwowych (Austro-Węgry, przed 1912)[8][11]
- Krzyż Jubileuszowy dla Cywilnych Funkcjonariuszów Państwowych (Austro-Węgry, przed 1912)[8][11]